# Top Air
Top Air is een Indonesische luchtvaartmaatschappij met haar thuisbasis in Jakarta. In 2007 werd tijdelijk de vliegvergunning ingetrokken door de Indonesische overheid.

## Geschiedenis
Top Air is opgericht in 2004.

## Vloot

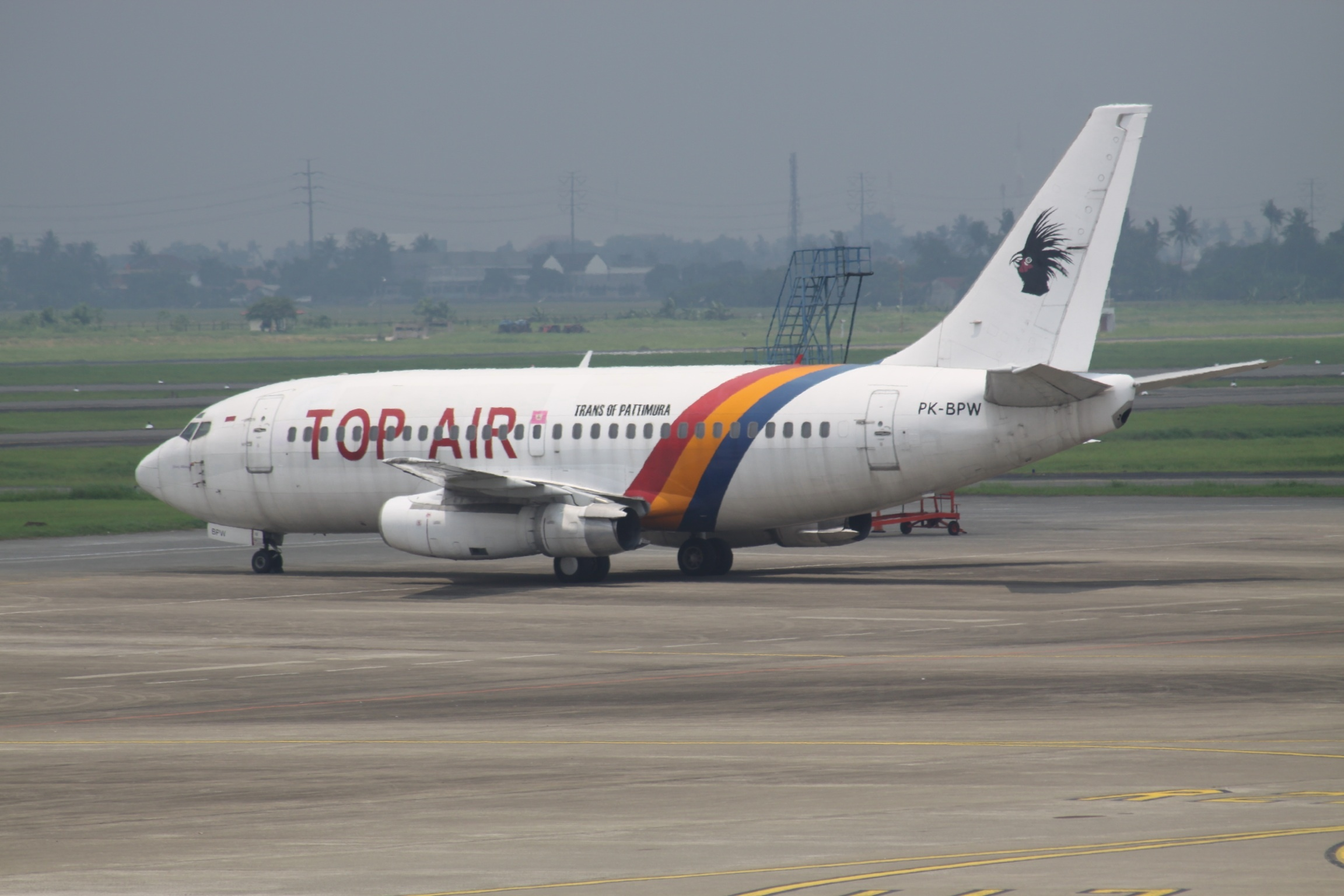
Top Air Boeing 737-200, Jakarta

De vloot van Top Air bestaat uit:(mei 2007)
- 1 Boeing B737-200